# Minimalisme (livre)
 (septembre 2021).
La mise en forme du texte ne suit pas les recommandations de Wikipédia : il faut le « wikifier ».
Les points d'amélioration suivants sont les cas les plus fréquents :
- Les titres sont pré-formatés par le logiciel. Ils ne sont ni en capitales, ni en gras.
- Le texte ne doit pas être écrit en capitales (les noms de famille non plus), ni en gras, ni en italique, ni en « petit »…
- Le gras n'est utilisé que pour surligner le titre de l'article dans l'introduction, une seule fois.
- L'italique est rarement utilisé : mots en langue étrangère, titres d'œuvres, noms de bateaux, etc.
- Les citations ne sont pas en italique mais en corps de texte normal. Elles sont entourées par des guillemets français : « et ».
- Les listes à puces sont à éviter, des paragraphes rédigés étant largement préférés. Les tableaux sont à réserver à la présentation de données structurées (résultats, etc.).
- Les appels de note de bas de page (petits chiffres en exposant, introduits par l'outil «  Source ») sont à placer entre la fin de phrase et le point final[comme ça].
- Les liens internes (vers d'autres articles de Wikipédia) sont à choisir avec parcimonie. Créez des liens vers des articles approfondissant le sujet. Les termes génériques sans rapport avec le sujet sont à éviter, ainsi que les répétitions de liens vers un même terme.
- Les liens externes sont à placer uniquement dans une section « Liens externes », à la fin de l'article. Ces liens sont à choisir avec parcimonie suivant les règles définies. Si un lien sert de source à l'article, son insertion dans le texte est à faire par les notes de bas de page.
- La présentation des références doit suivre les conventions bibliographiques. Il est recommandé d'utiliser les modèles {{Ouvrage}}, {{Chapitre}}, {{Article}}, {{Lien web}} et/ou {{Bibliographie}}. Le mode d'édition visuel peut mettre en forme automatiquement les références.
- Insérer une infobox (cadre d'informations à droite) n'est pas obligatoire pour parachever la mise en page.

Pour une aide détaillée, merci de consulter Aide:Wikification.
Si vous pensez que ces points ont été résolus, vous pouvez retirer ce bandeau et améliorer la mise en forme d'un autre article.
Pour les articles homonymes, voir Minimalisme.
Minimalisme (titre original Minimalism : Live a Meaningful Life) est un livre de développement personnel publié en 2011 et écrit par Joshua Fields Millburn et Ryan Nicodemus.

## Résumé
Le livre propose des méthodes pour un style de vie alternatif axé autour de la philosophie du minimalisme.
Il commence par le résumé de la vie des auteurs, de leur ascension sociale et financière, la réalisation de leur mal-être et le moment où le style de vie minimaliste s'impose à eux.
Le document continue par une méthode détaillée pour atteindre le bonheur, le rêve américain, en triant ses affaires, analysant ce qui compte réellement pour soi, etc... A cela un parallèle est fait avec les bien-faits réels sur la santé et le quotidien (moins de stress, une meilleure attention à sa santé...).
Cependant, l'idée des auteurs n'est pas de faire du minimalisme strict, mais de limiter les objets qui nous entourent en fonction d'un critère particulier: "est-ce que cet objet est important à mon existence?". Ainsi, les objets portant une signification sentimentale, mais qui sont inutiles, ne sont pas automatiquement mis à la déchetterie.
Pour renforcer leur idée, les auteurs parlent des bienfaits du minimalisme au quotidien sous le prisme économique (moins de dettes, moins de dépenses) et le prisme écologique (moins d'objets signifie moins de déchets; plus d'argent signifie entre autres investir dans une meilleure isolation thermique de la maison, des moyens de locomotion moins polluants, une alimentation de meilleure qualité).

## Critiques
Le livre, comme leur blog, reçoit un accueil positif du public et des médias, dont le Time ou encore USA Today. Du côté européen, cette non-fiction est vue, à la suite des confinements sanitaires et de la dégradation de l'environnement, comme la description du mode de vie du futur (proche) par les médias régionaux (Dauphiné Libéré ou la Dépêche en France,) et nationaux (Le Temps en Suisse).
Du fait de la souplesse de la méthode proposée par les auteurs, le titre du livre (ainsi que toute la méthode) est accusé d'abus de langage, car ce qui est proposé est trop éloigné de la philosophie du minimalisme.